# با گریه رفت
«با گریه رفت» (به اسپانیایی: Llorando se fue) یک ترانهٔ فولک بولیویایی است. در سال ۱۹۸۱ گروه کیارکاس اجرایی از این ترانه را در آلبومی به‌نام Canto a la mujer de mi pueblo منتشر کردند.
در دههٔ ۸۰ میلادی «با گریه رفت» در کشورهای آمریکای لاتین بسیار محبوب شد و بارها توسط خوانندگان و گروه‌های دیگر بازخوانی شد. شهرت این قطعه زمانی عالم‌گیر شد که ویلکینز در سال ۱۹۸۴، خوان رامون در سال ۱۹۸۵، مارسیا فِـهِیرا در سال ۱۹۸۶ و گروه فرانسوی کائوما در سال ۱۹۸۹ آن را با نام «لامبادا» اجرا کردند. تنظیم و شعر نسخهٔ کائوما، برداشت بدون اجازه از اجرای گروه کوارتتو کانتیننتال و ترجمهٔ پرتغالی ترانه توسط مارسیا فِـهِیرا بود که به شکایت قانونی علیه تهیه‌کنندگان کائوما انجامید.
در سال‌های اخیر خوانندگان دیگری با اقتباس از «با گریه رفت» آثاری را منتشر کرده‌اند، از جمله جنیفر لوپز در «روی صحنه» و دون عمر در «تابو».